# Katastrofa kolejowa w Violet Town
Katastrofa kolejowa w Violet Town wydarzyła się 7 lutego 1969 w stanie Wiktoria w Australii. W katastrofie zginęło 9 osób.
7 lutego 1969 roku pociąg relacji Sydney - Melbourne zderzył się czołowo z jadącym z przeciwka pociągiem towarowym. Do zderzenia doszło na rozjeździe kolejowym. W wyniku zderzenia zginęło 9 osób (obaj maszyniści i siedmiu pasażerów pociągu osobowego), a blisko 40 zostało rannych. Jak ustalono w czasie śledztwa maszynista pociągu osobowego doznał zawału serca kilka minut przed zderzeniem i prawdopodobnie zmarł. Pociąg jechał bez obsługi przez kilka kilometrów, aż w Violet Town doszło do zderzenia ze składem towarowym.